# 龚卫娟
龚卫娟（1974年2月—），女，汉族，江苏靖江人，中华人民共和国政治人物。现任扬州大学副校长，教授，博士生导师。第十四届全国政协委员。